# Seulgi
Kang Seul-gi (kor.: 강슬기, Hanja: 康瑟琪; geb. 10. Februar 1994 in Ansan, Gyeonggi-do, Südkorea), besser bekannt unter dem Mononym Seulgi, ist eine südkoreanische Sängerin. Sie ist Mitglied der südkoreanischen Girlgroup Red Velvet.

## Frühes Leben und Ausbildung
Seulgi wurde am 10. Februar 1994 in Ansan, Gyeonggi-do, Südkorea geboren. Sie besuchte die Ansan Byeolmang Middle School und die School of Performing Arts in Seoul. Sie kann sowohl Koreanisch als auch Japanisch sprechen.

## Karriere

### Vor dem Debüt: SM Rookies
Seulgi begann 2007 ihr Training bei S.M. Entertainment. Im Dezember 2013 wurde sie gemeinsam mit ihren Bandkolleginnen Irene und Wendy der Öffentlichkeit als neues Mitglied des S.M Entertainment Trainingsteams SM Rookies vorgestellt.
Im Juli 2014 hatte Seulgi ein Feature auf Henry Lau's Song Butterfly aus seiner zweiten EP Fantastic und war im Musikvideo zur gleichnamigen Single zu sehen.

### 2014-Heute: Red Velvet und Solo-Aktivitäten

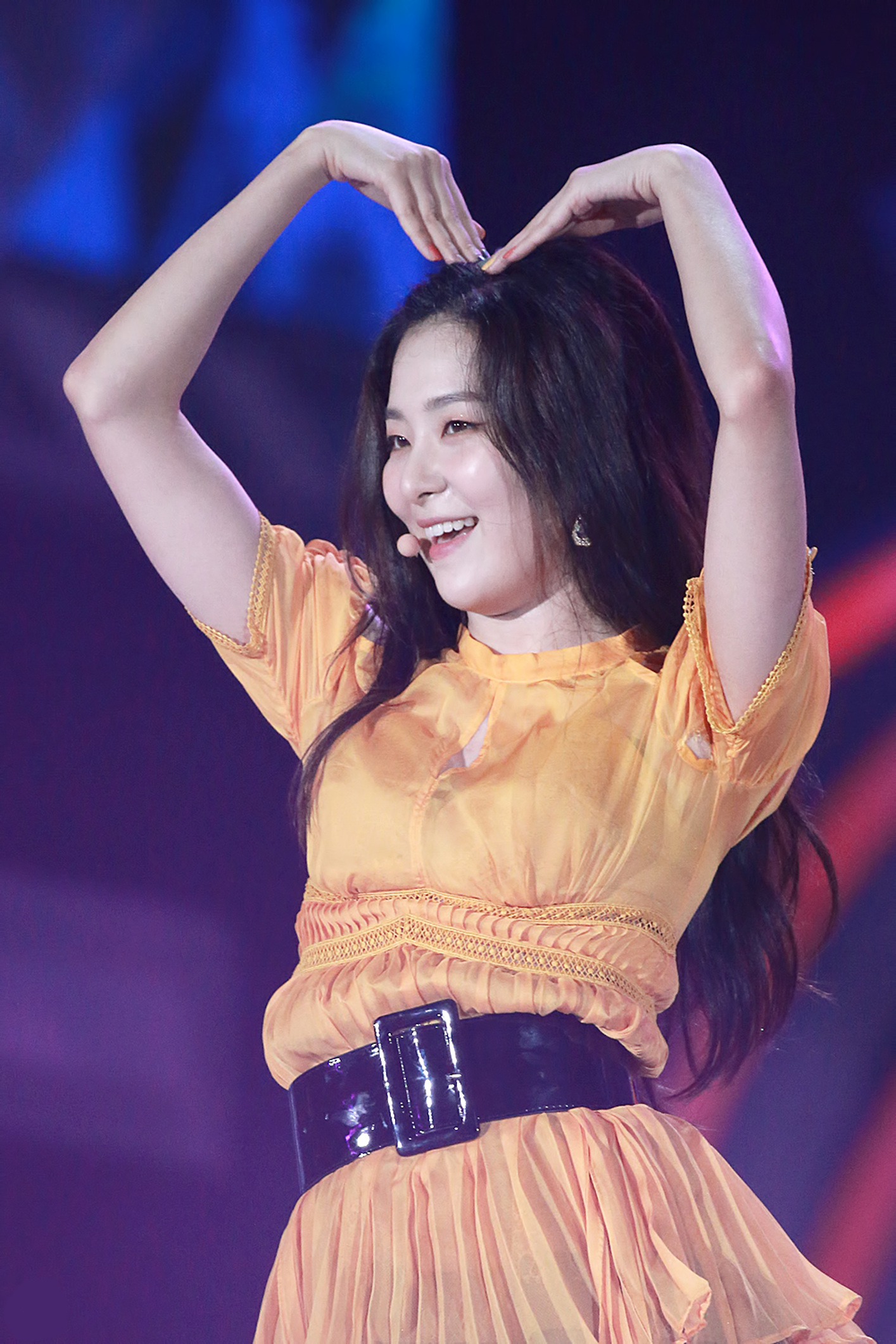
Seulgi bei einem Auftritt in Jakarta (2019)

Seulgi hatte ihr offizielles Debüt mit Red Velvet am 1. August 2014 mit der digitalen Single Happiness.
Im Januar 2015 spielte sie in dem S.M. Entertainment Musical School Oz die Hauptrolle der Dorothy. Von April bis Mai war sie Teil der JTBC TV-Show Off to School.
Im Juli 2016 veröffentlichte sie zusammen mit Wendy den Song Don't Push Me als Teil des Soundtracks des KBS2 Dramas Uncontrollably Fond. Im Oktober 2016 war Seulgi Kandidatin bei King of Mask Singer unter dem Pseudonym Cinema Heaven.
Am 18. November veröffentlichte sie den von Yoon Sang komponierten Song You, Just Like That als Titelmusik für Blade & Soul. Am 30. Dezember veröffentlichte Seulgi zusammen mit ihrer Bandkollegin Wendy und anderen Künstlern von S.M Entertainment den Song Sound of Your Heart für SM Station.
Im Januar 2017 veröffentlichte sie zusammen mit Wendy den Song You're the Only One I See für den Soundtrack des KBS2 Dramas Hwarang: The Poet Warrior Youth. Zusammen mit Yesung (Super Junior) veröffentlichte sie am 22. Januar das Duett Darling U für SM Station.
Des Weiteren nahm Seulgi an dem Projekt SM Station X 0 von SM Entertainment teil, gemeinsam mit Soyeon von (G)I-DLE, Chungha und SinB von GFriend. Ihr Song Wow Thing wurde am 28. September 2018 veröffentlicht.
Am 4. Oktober 2022 veröffentlichte Seulgi ihre erste EP als Solistin mit dem Titel 28 Reasons. Die EP umfasst sechs Songs, wobei Seulgi für den Titel Dead Man Running den Text selbst verfasste.

## Diskografie

### EPs
| Jahr | Titel Musiklabel            | Höchstplatzierung, Gesamtwochen, AuszeichnungChartsChartplatzierungen (Jahr, Titel, Musiklabel, Platzierungen, Wochen, Auszeichnungen, Anmerkungen) | Anmerkungen                           |
| Jahr | Titel Musiklabel            | KR | Anmerkungen                           |
| ---- | --------------------------- | --- | ------------------------------------- |
| 2022 | 28 Reasons SM Entertainment | KR3 (5 Wo.)KR | Erstveröffentlichung: 4. Oktober 2022 |

### Singles
| Jahr | Titel Album | Höchstplatzierung, Gesamtwochen, AuszeichnungChartsChartplatzierungen (Jahr, Titel, Album, Platzierungen, Wochen, Auszeichnungen, Anmerkungen) | Anmerkungen                |
| Jahr | Titel Album | KR | Anmerkungen                |
| ---- | ----------- | --- | -------------------------- |
| 2022 | 28 Reasons  | KR113 (2 Wo.)KR | Erstveröffentlichung: 2022 |

### Gastbeiträge
| Jahr | Titel Album                   | Höchstplatzierung, Gesamtwochen, AuszeichnungChartsChartplatzierungen (Jahr, Titel, Album, Platzierungen, Wochen, Auszeichnungen, Anmerkungen) | Anmerkungen                                                             |
| Jahr | Titel Album                   | KR | Anmerkungen                                                             |
| ---- | ----------------------------- | --- | ----------------------------------------------------------------------- |
| 2014 | Butterfly Fantastic           | — | Erstveröffentlichung: 2014 Henry Lau feat. Seulgi                       |
| 2017 | Drop High School Rapper FINAL | KR93 (2 Wo.)KR | Erstveröffentlichung: 2017 Mark Lee feat. Seulgi; Verkäufe KR: + 46.443 |
| 2017 | Heart Stop Move               | — | Erstveröffentlichung: 2017 Tae-min feat. Seulgi                         |
| 2018 | Selfish Selfish / Red Moon    | KR84 (2 Wo.)KR | Erstveröffentlichung: 2018 Moonbyul feat. Seulgi                        |
| 2018 | Hello Tutorial ZZZ            | KR2 (11 Wo.)KR | Erstveröffentlichung: 2018 Zion.T feat. Seulgi                          |
| 2021 | Best Friend Like Water        | — | Erstveröffentlichung: 2021 Wendy feat. Seulgi                           |
| 2021 | Who Are You –                 | — | Erstveröffentlichung: 2021 BamBam feat. Seulgi                          |

### Zusammenarbeiten
| Jahr | Titel Album                             | Höchstplatzierung, Gesamtwochen, AuszeichnungChartsChartplatzierungen (Jahr, Titel, Album, Platzierungen, Wochen, Auszeichnungen, Anmerkungen) | Anmerkungen                                                   |
| Jahr | Titel Album                             | KR | Anmerkungen                                                   |
| ---- | --------------------------------------- | --- | ------------------------------------------------------------- |
| 2016 | Sound of Your Heart SM Station Season 1 | — | Erstveröffentlichung: 2016 mit SM Town, Steve Barakatt        |
| 2017 | Darling U SM Station Season 1           | — | Erstveröffentlichung: 2017 mit Yesung                         |
| 2017 | Our Story Fall In, Girl Vol. 3          | KR28 (1 Wo.)KR | Erstveröffentlichung: 2017 mit Chiyeol; Verkäufe KR: + 56.079 |
| 2017 | Doll SM Station Season 2                | — | Erstveröffentlichung: 2017 mit Kangta and Wendy               |
| 2018 | Wow Thing SM Station X 0                | KR35 (4 Wo.)KR | Erstveröffentlichung: 2018 mit Jeon So-yeon, Chungha and SinB |

### Beiträge für Soundtracks
| Jahr | Titel Album                                  | Höchstplatzierung, Gesamtwochen, AuszeichnungChartsChartplatzierungen (Jahr, Titel, Album, Platzierungen, Wochen, Auszeichnungen, Anmerkungen) | Anmerkungen                                                           |
| Jahr | Titel Album                                  | KR | Anmerkungen                                                           |
| ---- | -------------------------------------------- | --- | --------------------------------------------------------------------- |
| 2016 | Don’t Push Me Uncontrollably Fond OST        | KR25 (5 Wo.)KR | Erstveröffentlichung: 2016 mit Wendy; Verkäufe KR: + 182.984          |
| 2017 | I Can Only See You Hwarang OST               | KR80 (1 Wo.)KR | Erstveröffentlichung: 2017 mit Wendy; Verkäufe KR: + 24.912           |
| 2017 | Deep Blue Eyes Idol Drama Operation Team OST | — | Erstveröffentlichung: 2017 als Girls Next Door; Verkäufe KR: + 16.514 |
| 2017 | You, Just Like That Blade & Soul OST         | — | Erstveröffentlichung: 2017                                            |
| 2019 | Always The Crowned Clown OST                 | KR118 (2 Wo.)KR | Erstveröffentlichung: 2019                                            |

## Filmografie

### Film
| Jahr | Titel             | Rolle      | Anmerkung                              |
| ---- | ----------------- | ---------- | -------------------------------------- |
| 2015 | SMTown: The Stage | Sie selbst | Dokumentarfilm über S.M. Entertainment |

### Fernsehserien
| Jahr | Titel                  | Sender | Rolle      | Anmerkung      |
| ---- | ---------------------- | ------ | ---------- | -------------- |
| 2016 | Descendants of the Sun | KBS2   | Sie selbst | Cameo-Auftritt |

### TV-Shows
| Jahr | Titel                     | Sender | Rolle     | Anmerkung                                       |
| ---- | ------------------------- | ------ | --------- | ----------------------------------------------- |
| 2015 | Off to School             | JTBC   | Besetzung | Episoden 40–43                                  |
| 2015 | 100 People, 100 Songs     | JTBC   | Kandidat  | Episode 31, mit Wendy                           |
| 2015 | Immortal Songs 2          | KBS2   | Kandidat  | Episode 223, mit Wendy und Joy                  |
| 2016 | King of Mask Singer       | MBC    | Kandidat  | Episode 80, als "Cinema Heaven"                 |
| 2017 | Girl Group Battle         | KBS2   | Kandidat  | Koreanisches Neujahr Special, mit Wendy und Joy |
| 2017 | Idol Drama Operation Team | KBS    | Besetzung | [ 26 ]                                          |

### Musical
| Jahr      | Titel     | Rolle   | Anmerkung  |
| --------- | --------- | ------- | ---------- |
| 2014–2015 | School Oz | Dorothy | Hauptrolle |

### Musikvideos
| Jahr | Titel     | Künstler              | Anmerkung |
| ---- | --------- | --------------------- | --------- |
| 2017 | Darling U | Sie selbst mit Yesung | [ 27 ]    |